# Ћорсокак (филм)
Ћорсокак (енгл. Dead End) француски је хорор филм из 2003. године, са Рејом Вајзом, Лин Шеј, Александром Холден, Миком Кејном, Билијем Ашером и Амбер Смит у главним улогама. Редитељи и сценаристе филма су Жан-Батист Андреа и Фабрис Канепа. Радња прати дисфункционалну породицу, која на Бадње вече путује наизглед бесконачним путем кроз шуму, док их прогоне мистериозна погребна кола и жена у белом.
Са веома ограниченим буџетским средствима, филм је успео да оствари велики комерцијални успех зарадивши 77 милиона долара од продаје ДВД-јева. Добио је претежно позитивне критике и на сајту Ротен томејтоуз оцењен је са 75%. Критичар Нил Смит је испред Би-Би-Сија дао Ћорсокаку 3/4 звездице и упоредио га са Зоном сумрака.
Филм је на разним међународним фестивалима био номинован за 12 награда, од чега је освојио 7. Међу њима се издвајају 2 награде на Међународном филмском фестивалу у Бриселу.

## Радња
Дисфункционална породице коју чине Френк и Лора Харингтон, заједно са својом децом, Марион и Ричардом, путују у посету Лориној мајци на Бадње вече. Заједно са њима је и Марионин дечко Бред Милер. Након што Френк заспи и готово се сударе са аутом из супротне траке, пред њима се појављује мистериозна жена у белој хаљини са бебом у наручју. Жена је на први поглед у шоку и ништа не говори, а Френк одлучује да је повезу. Тада почиње да се одиграва низ бизарних догаћаја и један по један од чланова породице умире страшном смрћу.

## Улоге
| Глумац            | Улога            |
| ----------------- | ---------------- |
| Александра Холден | Марион Харингтон |
| Реј Вајз          | Френк Харингтон  |
| Лин Шеј           | Лора Харингтон   |
| Мик Кејн          | Ричард Харингтон |
| Били Ашер         | Бред Милер       |
| Амбер Смит        | жена у белом     |
| Карен С. Греган   | др Хелен Маркот  |
| Стив Валентајн    | човек у црном    |